# Jules Burnotte
Jules Burnotte (* 29. Dezember 1996 in Sherbrooke, Québec) ist ein ehemaliger kanadischer Biathlet. Er war seit 2018 Teil der kanadischen Nationalmannschaft und nahm an den Olympischen Spielen 2022 teil.

## Sportliche Laufbahn
Jules Burnotte bestritt seine ersten internationalen Wettkämpfe bei den Jugendweltmeisterschaften 2014 in Presque Isle im US-Bundesstaat Maine, wo er mit Alexandre Dupuis und Aidan Millar im Staffelrennen auf Anhieb die Silbermedaille gewann und zudem im Einzel den sechsten Rang belegte. Nach einer weiteren Junioren-WM-Teilnahme drei Jahre später startete er ab 2017 im zweitklassigen IBU-Cup, wo er bereits in seinem ersten Rennen – dem Sprint im finnischen Kontiolahti – die Punkteränge erreichte. Nach einer weiteren Saison auf dieser Ebene, wo lediglich ein siebter Platz in einem Staffelbewerb nennenswert blieb, gab der Kanadier im Dezember 2018 in Hochfilzen sein Debüt im Weltcup und erreichte, nachdem er im Staffelrennen noch zwei Strafrunden geschossen hatte, in seinen ersten beiden Einzelrennen direkt die Punkteränge. Sein erstes Top-10-Resultat mit einer Staffel erreichte Burnotte zusammen mit Christian und Scott Gow sowie Brendan Green bei seinem Heimweltcup in Canmore, seine ersten Weltmeisterschaften verliefen ohne großen Erfolg. Belegten die Kanadier beim Debüt Burnottes 2018 noch Rang 20 in der Staffel von Hochfilzen, liefen Burnotte, Scott und Christian Gow sowie Aidan Millar im Dezember 2019 auf Rang vier und verpassten damit einen Podestplatz relativ knapp. Bei den Weltmeisterschaften 2020 in Antholz gehörte er ebenfalls zum kanadischen Aufgebot und realisierte mit Platz 28 im Einzel sein bis dahin bestes Weltcupergebnis.
Nach einem enttäuschenden 92. Platz im Sprint von Kontiolahti zu Beginn der Saison 2020/21 lief Burnotte im Weltcup nur noch zwei Staffelrennen und wurde in den zweitklassigen IBU-Cup entsandt. Dort zeigte er am Arber sein Können und verpasste als Fünfter des Sprints sein erstes Podium um weniger als 20 Sekunden; im Einzelrennen der EM hingegen resultierte nach zehn Schießfehlern lediglich Rang 115. Deutlich verbessert zeigte sich der Kanadier im Weltcupwinter 2021/22, wo er fünfmal in die Punkteränge lief und als 21. des Sprints von Otepää sein bestes Resultat auf Weltcupebene erzielte. Durch dieses Ergebnis erreichte er den dort ausgetragenen Massenstart, den er als 28. abschloss, außerdem belegte er zusammen mit den Gow-Brüdern und Adam Runnalls im Staffelrennen von Antholz trotz einer Strafrunde Rang fünf. Für seine ordentliche Saison wurde Burnotte mit der Teilnahme an den Olympischen Spielen belohnt und erzielte mit zwei Top-30-Ergebnissen in Sprint und Verfolgung, Position 6 im Staffelwettkampf sowie Platz 18 im abschließenden Massenstart überzeugende Resultate. Im Winter 2022/23 bestritt der Kanadier lediglich das erste Trimester ohne gute Ergebnisse, woraufhin er auf eigenen Wunsch aus dem Weltcupkader genommen wurde und zurück nach Kanada reiste. Dies stellten seine letzten Wettkampfergebnisse auf internationalem Niveau dar.
Im März 2023 trat Jules Burnotte schließlich im Rahmen der nationalen Meisterschaften endgültig zurück. Als Grund dafür gab er an, sich teilweise „nicht mehr am richtigen Platz zu fühlen“ und froh zu sein, nun einen anderen Weg einzuschlagen. Seit Anfang 2024 ist er Teil des Betreuerstabs der belgischen Biathlonnationalmannschaft, zudem ist er Sustainibility Ambassador der IBU.

## Persönliches
Burnotte stammte zu seiner aktiven Zeit als einziger Sportler der Nationalmannschaft aus dem französischsprachigen Teil Kanadas. Mit einer Körpergröße von fast zwei Metern war er neben Julian Eberhard der größte Athlet im Feld.

## Statistiken

### Weltcupplatzierungen
Die Tabelle zeigt alle Platzierungen (je nach Austragungsjahr einschließlich Olympische Spiele und Weltmeisterschaften).
- 1.–3. Platz: Anzahl der Podiumsplatzierungen
- Top 10: Anzahl der Platzierungen unter den ersten zehn (einschließlich Podium)
- Punkteränge: Anzahl der Platzierungen innerhalb der Punkteränge (einschließlich Podium und Top 10)
- Starts: Anzahl gelaufener Rennen in der jeweiligen Disziplin
- Staffel: inklusive Mixed- und Single-Mixed-Staffeln

| Platzierung | Einzel | Sprint | Verfolgung | Massenstart | Staffel | Gesamt |
| ----------- | ------ | ------ | ---------- | ----------- | ------- | ------ |
| 1. Platz    |        |        |            |             |         |        |
| 2. Platz    |        |        |            |             |         |        |
| 3. Platz    |        |        |            |             |         |        |
| Top 10      |        |        |            |             | 5       | 5      |
| Punkteränge | 1      | 5      | 1          | 1           | 23      | 31     |
| Starts      | 7      | 26     | 7          | 1           | 23      | 64     |

### Weltcupwertungen
Ergebnisse bei Biathlon-Weltcups (Disziplinen- und Gesamtweltcup) gemäß Punktesystem:
| Saison  | Einzel | Einzel | Sprint | Sprint | Verfolgung | Verfolgung | Massenstart | Massenstart | Gesamt | Gesamt |
| Saison  | Platz  | Punkte | Platz  | Punkte | Platz      | Punkte     | Platz       | Punkte      | Platz  | Punkte |
| ------- | ------ | ------ | ------ | ------ | ---------- | ---------- | ----------- | ----------- | ------ | ------ |
| 2018/19 | –      | –      | 79.    | 8      | 71.        | 6          | –           | –           | 90.    | 14     |
| 2019/20 | 52.    | 13     | –      | –      | –          | –          | –           | –           | 82.    | 13     |
| 2021/22 | –      | –      | 59.    | 36     | –          | –          | 44.         | 6           | 71.    | 42     |

### Olympische Winterspiele
Ergebnisse bei Olympischen Winterspielen:
|                                        | Einzelwettbewerbe | Einzelwettbewerbe | Einzelwettbewerbe | Einzelwettbewerbe | Staffelwettbewerbe | Staffelwettbewerbe |
| Einzel                                 | Sprint            | Verfolgung        | Massenstart       | Männerstaffel     | Mixedstaffel       |                    |
| -------------------------------------- | ----------------- | ----------------- | ----------------- | ----------------- | ------------------ | ------------------ |
| Olympische Winterspiele 2022 \| Peking | 36.               | 29.               | 28.               | 18.               | 6.                 | –                  |

### Weltmeisterschaften
Ergebnisse bei Weltmeisterschaften:
| Weltmeisterschaften | Weltmeisterschaften | Einzelwettbewerbe | Einzelwettbewerbe | Einzelwettbewerbe | Einzelwettbewerbe | Staffelwettbewerbe | Staffelwettbewerbe | Staffelwettbewerbe |
| Jahr                | Ort                 | Einzel            | Sprint            | Verfolgung        | Massenstart       | Männerstaffel      | Mixedstaffel       | S.-M.-Staffel      |
| ------------------- | ------------------- | ----------------- | ----------------- | ----------------- | ----------------- | ------------------ | ------------------ | ------------------ |
| 2019                | Östersund           | DNS               | 76.               | –                 | –                 | 13.                | –                  | –                  |
| 2020                | Antholz             | 28.               | 69.               | –                 | –                 | 14.                | –                  | –                  |

### Jugend-/Juniorenweltmeisterschaften
Burnotte nahm 2014 an den Jugend- und 2017 an den Juniorenwettkämpfen teil.
| Weltmeisterschaften | Weltmeisterschaften | Einzelwettbewerbe | Einzelwettbewerbe | Einzelwettbewerbe | Männerstaffel |
| Jahr                | Ort                 | Einzel            | Sprint            | Verfolgung        | Männerstaffel |
| ------------------- | ------------------- | ----------------- | ----------------- | ----------------- | ------------- |
| 2014                | Presque Isle        | 6.                | 37.               | 33.               | 2.            |
| 2017                | Osrblie             | 55.               | 55.               | 43.               | 12.           |